# Geoffrey Burbidge
Geoffrey Ronald Burbidge (Chipping Norton, 24 settembre 1925 – San Diego, 26 gennaio 2010) è stato un fisico britannico, docente all'Università della California.
Sposato con Margaret Burbidge, si è laureato a Londra nel 1951.
Nel 1957, insieme a sua moglie, all'astronomo inglese Fred Hoyle, e al fisico statunitense William Fowler, pubblicò un celebre articolo sulla nucleosintesi stellare, Synthesis of the Elements in Stars, che divenne famoso con una sigla composta dalle iniziali dei suoi autori, B²FH. Negli ultimi anni Burbidge si è distinto per la sua teoria cosmologica non convenzionale, che contraddice apertamente la dominante teoria del Big Bang. Per questo viene spesso accostato ad Halton Arp.
Secondo Burbidge, l'universo è oscillante, e si espande e contrae alternativamente all'infinito. Questa teoria, data la sua natura controversa, gli ha recato una certa fama, ma anche attirato critiche. Geoffrey Burbidge ha diretto l'Osservatorio di Kitt Peak dal 1978 al 1984.
È stato editore dell'Annual Review of Astronomy and Astrophysics dal 1974 al 2004
Gli è stato dedicato l'asteroide 11753 Geoffburbidge.

## Onorificenze
- Warner Prize, insieme a sua moglie (1959)
- Bruce Medal (1999)
- Gold Medal of the Royal Astronomical Society (2005)
- National Academy of Sciences Award for Scientific Reviewing (2007)[1]